# Parafia Najświętszej Maryi Panny Bolesnej we Wrocławiu-Strachocinie
Parafia Najświętszej Maryi Panny Bolesnej we Wrocławiu-Strachocinie – znajduje się w dekanacie Wrocław północ II (Sępolno) w archidiecezji wrocławskiej. Jej proboszczem jest ks. Wojciech Jaśkiewicz. Obsługiwana przez księży archidiecezjalnych. Erygowana w 1998. Mieści się przy ulicy Tatarakowej.

## Obszar parafii
Parafia obejmuje ulice: Strachocin: Badury, Dobrackiego, Drobuta, Jaśkowicka, Kmieca, Kołodziejska, Łaniewska, Mikołowska, Mysłowicka, Narciarska, Niedziałkowskiego, Osadnicza, Radzionkowska, Rataja, Rolnicza, Siewna, Słomiana, Smocza, Sobocińska, Strachocińska, Tatarakowa, Treski, Witosa, Włościańska, Wieśniacza, Wołczyńska, Wschodnia, Zamoyskiego;
Wojnów: Błotna, Chrząstawska, Gitarowa, Jelczańska, Laskowicka, Leśna, Nadolicka, Odcinek, Perkusyjna, Przy Torze, Strachocińska, Strumykowa, Śródleśna, Ubocze, Wałowa, Wykładowa, Zagajnikowa.

## Parafialne księgi metrykalne
| Księgi metrykalne | Okres ewidencji |
| ----------------- | --------------- |
| chrztów           | 1998 -          |
| ślubów            | 1998 -          |
| zgonów            | 1998 -          |